# Richland, Michigan
Richland är en ort (village) i Kalamazoo County i Michigan. Vid 2010 års folkräkning hade Richland 751 invånare.

## Kända personer från Richland
- William E. Upjohn, uppfinnare